# Vittel (azienda)

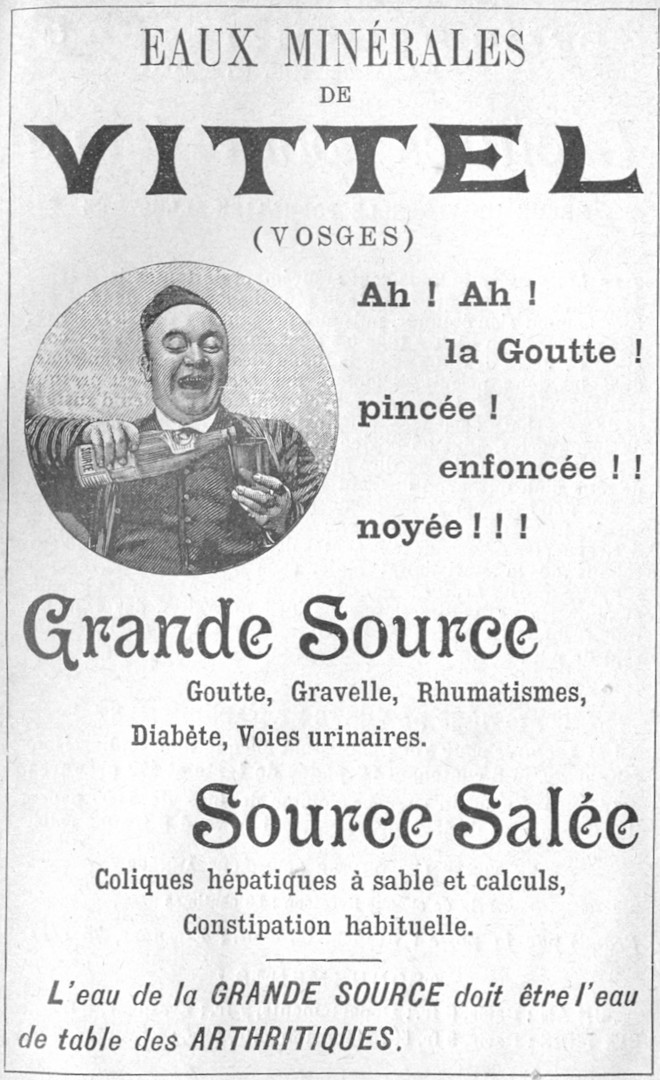
Una pubblicità del 1905

Vittel è una marca francese di acqua imbottigliata venduta in molti paesi, appartenente al gruppo Nestlé dal 1992.
Louis Bouloumié acquistò una sorgente presso Vittel nel 1854 e qui costruì un impianto di imbottigliamento che diventò produttivo nel 1875.
Varie organizzazioni ecologiste e abitanti locali hanno dato l'allarme sull'impatto ambientale dello sfruttamento della fonte, la falda freatica non può rigenerarsi e diminuisce di 30 cm all'anno. Il suo livello è già diminuito di 10 metri.